# 马鞍树
马鞍树（学名：Maackia hupehensis）为豆科马鞍树属下的一个种。